# ديفيد أودونكور
ديفيد أودونكور (بالألمانية: David Odonkor) من مواليد 21 فبراير 1984 في بوندي في ألمانيا، لاعب كرة قدم ألماني.
يلعب مع نادي ريال بيتيس الإسباني منذ سنة 2006.
بدأ باللعب مع منتخب ألمانيا لكرة القدم في سنة 2006.

## مسيرته الكروية
لعب ديفيد أودونكور خلال مسيرته الاحترافية مع 5 أندية في خمسة عشر موسمًا وسجل خلالها 13 هدفًا ضمن 195 مباراة. ولم يفز بأي موسم بالكأس وفاز في موسم واحد بالدوري.
خاض ديفيد أودونكور مسيرته مع نادي بوروسيا دورتموند للفورميلا في موسم 2001–02 ليلعب معه ستة مواسم، مشاركًا في 75 مباراة سجل خلالها هدفين. ثم انتقل إلى نادي ريال بيتيس في موسم 2006–07 ليلعب معه خمسة مواسم، حيث شارك في 51 مباراة سجل خلالها 3 أهداف. لينتقل بعدها إلى نادي ألمانيا آخن في موسم 2011–12 لمدة موسم واحد، مشاركًا في 23 مباراة سجل خلالها هدفين. ثم انتقل إلى هوفيرلا أوجهورود ‏ في موسم 2012–13 لمدة موسم واحد، مشاركًا في 14 مباراة سجل خلالها هدفين أيضًا.

## روابط خارجية
- ديفيد أودونكور على موقع الاتحاد الدولي (مؤرشف)  (الإنجليزية)
- ديفيد أودونكور على موقع الاتحاد الأوربي (الإنجليزية)
- ديفيد أودونكور على موقع اتحاد أوكرانيا (الإنجليزية)
- ديفيد أودونكور على موقع قاعدة بيانات كرة القدم.إي يو (الإنجليزية)
- ديفيد أودونكور على موقع بيانات كرة القدم. دي إي (الألمانية)
- ديفيد أودونكور على موقع ناشيونال فوتبول تيمز (الإنجليزية)
- ديفيد أودونكور على موقع Soccerway.com (الإنجليزية)
- ديفيد أودونكور على موقع عالم كرة القدم.نت (الإنجليزية)
- ديفيد أودونكور على موقع كووورة